# Любченко, Иван Ульянович
Иван Ульянович Любченко (1908—1990) — конструктор вооружений, лауреат Сталинской премии (1952).
Родился 14.09.1908 в д. Микуличи (сейчас — Брагинский район Полесской области).
Окончил Белорусский университет (1932).
Участник войны с финнами и Великой Отечественной войны, начальник Стационарного радиоцентра ВВ НКВД, военинженер 3 ранга, инженер-капитан.
В 1946 г. защитил диссертацию, кандидат физико-математических наук.
С 1946 по 1990 г. в НИИ-49 морской телемеханики и автоматики (ЦНИИ «Гранит») (Ленинград): младший и старший научный сотрудник, главный конструктор (1949—1953), главный инженер (18.06.1953-09.11.1962), начальник 1-го отдела, зам. директора по науке.
Главный конструктор РЛС «Заря», которая была принята на вооружение кораблей ВМФ класса «крейсер» и «эсминец». За неё в 1952 г. присуждена Сталинская премия.
С 1967 г. руководил работой по созданию корабельных комплексов «Тукан».
В 1973 г. утверждён в учёном звании старшего научного сотрудника.
Награждён орденом Ленина (17.06.1961, за успешное выполнение специального задания Правительства по созданию образцов ракетной техники, космического корабля-спутника «Восток» и осуществление первого в мире полета этого корабля с человеком на борту), медалями «За боевые заслуги» (20.09.1943), «За оборону Ленинграда», «За победу над Германией», «За трудовую доблесть».